# Budihalu, Harihar
Budihalu là một làng thuộc tehsil Harihar, huyện Davanagere, bang Karnataka, Ấn Độ.